# Ock (Temza)
Ock je rijeka u Engleskoj. Izvire kod sela Little Coxwella. Teče kroz Dolinu Bijelog konja. Ulijeva se u Temzu kod brodske prevodnice Culham Locka.

## Ime
Čini se da ime dolazi iz keltske riječi za lososa.

## Tok
Izvire kod sela Little Coxwella u Oxfordshireu. U nju utječu pritoke iz svakog sela u podnožju White Horse Hillsa. Voda izvire s krednih brda i time je omogućila naseljima cvjetati u prošlosti. Od Little Coxwella, Ock teče oko Longcota i protječe pored Stanford in the Valea, gdje je široka tri metra. Ime Stanford dolazi od dviju riječi stony ford (kameni brod), vjerojatno aludirajući na mjesto gdje je lago pregaziti Ock kod Stanford Milla.
Od ovamo teče pored Charney Bassetta, Lyforda, Garforda i Marcham Milla, prije nego utječe u Temzu kod Abindgona pored stare zgrade Higijenske praonice. Željezni most premošćuje ušće. Sagradila ga je kompanija Wilts & Berks Canal. Zato je čest pogrešan utisak da je Ock kanal, ali izvorni ulaz u kanal je nekoliko metara nizvodno i danas je zatrpan. Ovo je bilo zamijenjeno tijekom projekta restauracije novijim ulazom bliže Culham Locku.
Vrste tala kroz i preko kojih teče Ock su jurski sedimenti poput zelenog pijeska ("greensand", od minerala glaukonita i smektita), gault, kimmeridgeska glina i koraljni vapnenac. Neke od pritoka izviru iz krede. Sve do nedavne prošlosti, ovdje su obitavali rakovi Austropotamobius pallipes i brojne slatkovodne ribe. Porast gradnje kuća imao je za posljedicu veće isušivanje površina i vjreojatno je ugrozilo ove vrste. Ipak pregledna istraživanja nisu napravljena u 21. stoljeću.
Premda je tiha rijeka, Ock je u mogućnosti poplaviti niža područja južnog Abingdona nakon dugotrajnih snažnih oborina, što se dogodilo srpnja 2007. godine.